# 井上茂兵衛
井上 茂兵衛（いのうえ もへえ、生没年不詳）とは、明治時代中後期から大正時代にかけての東京の地本問屋。

## 来歴
伊勢屋、伊勢茂と号す。明治10年（1877年）には大伝馬町一丁目十四、明治23年（1890年）には馬喰町三丁目で営業していた。明治28年（1895年）から明治33年（1900年）まで東京地本彫画営業組合の組合長を務める。主に三代目歌川広重、山崎年信、楊洲周延、月岡芳年、朝華楼芳照（永島春暁）、歌川国利、井上探景らの錦絵などを出版している。

## 出版物
- 三代目歌川広重　「上野鉄道開業式」
- 山崎年信　「西郷隆盛首実検之図」　大判3枚続　※明治10年、萩博物館所蔵
- 楊洲周延　「西国鎮静諸将天盃賜ル図」
- 月岡芳年　「見立多以尽」　大判20枚揃錦絵　※明治10年‐明治11年
- 月岡芳年　「東京自慢十二ケ月」
- 歌川国利　「開化名勝図之内」　大判錦絵揃物　※明治11年‐明治12年
- 歌川国利　「開化名勝図之内 横浜本町時計台」
- 井上探景　「雪月花之内」　大判3枚続3組揃錦絵　※明治18年
- 朝華楼芳照　「第三回内国勧業博覧会之図」　大判3枚続錦絵　※明治23年